# Азовская шемая
Шемая азовская (лат. Alburnus leobergi) — лучепёрая рыба из семейства карповых.

## Описание
Длина тела до 31 см, масса до 200 г. Продолжительность жизни около 5-6 лет. Морфологические особенности требуют дополнительного изучения. Тело удлиненное, невысокое, сжатое с боков. Рот срезанный косо, нижняя челюсть выступает несколько вперед. Чешуя плотная. У основания брюшных плавников вблизи анального отверстия есть киль не покрытый чешуей . Спина темно-серая или буроватая с зеленоватым или синеватым оттенком. Бока серовато-серебристые с зеленоватым отливом. Брюхо серебристо-белое. Все плавники серые, спинной и хвостовой иногда с тёмной каймой. У нерестовых самцов на голове и частично на теле многочисленные мелкие роговые бугорки, а у взрослых производителей основа парных плавников серая.

## Ареал
Бассейн Азовского моря.
На Украине вид распространен в северной и северо-западной частях Азовского моря (в том числе в лиманах — Молочный и др.), откуда заходит в реки Северного Приазовья (Берда, Обиточная и др.). Сейчас вид почти исчез в бассейне Северского Донца (изредка заходит из Цимлянского водохранилища, где образовалась пресноводная популяция).

## Биология
Полупроходная стайная пелагическая-придонная рыба, выдерживающая различную соленость воды. Нагуливается в лиманах, приустьевых и устьевых участках рек, а также в смежных опресненных морских участках и непосредственно в море. На нерест рыбы мигрирует в реки. Образует локальные стаи, приуроченные к определенным речным бассейнам. Миграция в реки начинается осенью (с конца августа-сентября) или рано весной (с конца февраля или в марте-апреле). Половой зрелости достигает в возрасте двух, преимущественно трех-четырех лет. Размножение с конца апреля до начала июля. Плодовитость до 24 тысяч икринок. Икра клейкая обычно двумя порциями на участках с быстрым течением и каменистым, галечным или ракушечно-песчаным грунтом. После нереста производители, а позже и молодежь мигрируют в море на нагул. Молодь питается низшими водорослями, зоопланктоном, личинками насекомых, взрослые — планктоном, насекомыми и их личинками, мелкими рыбами и их личинками.

## Охрана
Вид занесён в Красную книгу Украины (2009).